# Glossolepis pseudoincisus
Glossolepis pseudoincisus är en fiskart som beskrevs av Allen och Cross, 1980. Glossolepis pseudoincisus ingår i släktet Glossolepis och familjen Melanotaeniidae. IUCN kategoriserar arten globalt som otillräckligt studerad. Inga underarter finns listade i Catalogue of Life.